# Adam Wakeman
Adam Wakeman (* 11. března 1974 ve Windsoru, Berkshire, Anglie) je současný klávesista rockové skupiny Ozzy Osbournea a bývalý klávesista rockové skupiny Black Sabbath. Předtím, než se přidal k Black Sabbath v červnu 2004, Adam spolupracoval s takovými umělci jako Annie Lennox, Travis, Company of Snakes, Victoria Beckham a Atomic Kitten.
Adam je synem dlouholetého klávesisty skupiny Yes, Ricka Wakemana. Se svým otcem nahrál několik projektů pod názvem Wakeman with Wakeman. Účastnil se též Wakemanova turné a objevil se na DVD z Grand Rex v Argentině.